# 多麗絲·布雷斯
多麗絲·布雷斯（德語：Doris Bures；1962年8月3日—），是一名奧地利政治人物，屬奥地利社会民主党，在2013年10月29日出任奧地利國民議會議長。
2016年7月8日，前奧地利總統海因茨·菲舍尔卸任，由奥地利人民党的卡爾海因茨·科普夫、奥地利自由党的諾伯特·霍費爾和他共同擔任奧地利聯合代理總統直到新總統選出。翌年退居為國民議會第二議長。